# Mesobryobia cervus
Mesobryobia cervus är en spindeldjursart som beskrevs av Wainstein 1956. Mesobryobia cervus ingår i släktet Mesobryobia och familjen Tetranychidae. Inga underarter finns listade i Catalogue of Life.